# Baiame
Az ausztrál őslakos mitológiában Baiame (más néven Biame, Baayami, Baayama vagy Byamee) a teremtő istenség, illetve az ég atyja számos délkelet-ausztráliai őslakos nép – például a wonnarua, kamilaroi, guringay, eora, darkinjung és wiradjuri – álomidőbeli vallásos hagyományában.
A Baiame-történet szerint Baiame az égből leszállt a földre, és ott folyókat, hegyeket és erdőket teremtett. Aztán törvényeket, hagyományokat, énekeket és kultúrát adott az embereknek. Ő hozta létre az első beavatási helyet, ahol a bora alkalmával a fiúkat férfivá avatják. Amikor végzett, visszatért az égbe, és az emberek „Égi Hősnek”, „Mindenek Atyjának” vagy az „Égi Atyának” nevezték el.

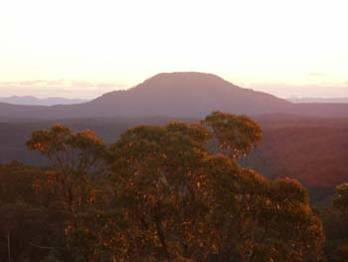
A Yengo-hegy

Az Ausztrália legnagyobb tengerparti lagúnájának számító, új-dél-walesi Macquarie-tó (awabakal őslakos nyelven Awaba) környékén, úgy hitték, hogy Baiame teremtette az összes hegyet, tavat, folyót és barlangot a területen. Dolga végeztével a helyi Yengo-hegy tetejéről egy ugrással visszatért a szellemvilágba; ezért lapos a hegy csúcsa, ahogy az mind a mai napig látható. Egy közeli barlangban számos, wonnarua őslakosok által készített festmény található, köztük egy nagyméretű férfi alak, feltehetőleg Baiame ábrázolása. Ez a hely Baiame-barlang néven vált közismertté, és része annak az ausztrál őslakos szent helyként az ausztrál nemzeti örökségek listáján is szereplő, 80 hektáros területnek, ahol számos más sziklarajz is van.

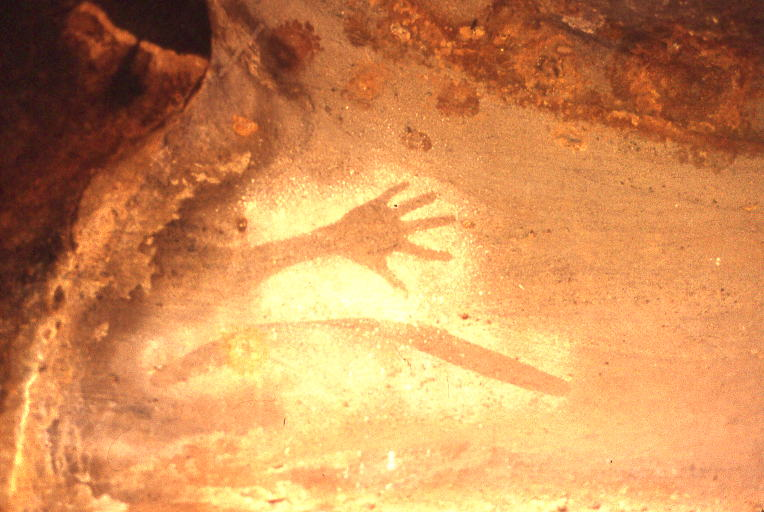
Baiame-barlang, részlet

A hagyomány szerint Baiaménak két felesége van: Ganhanbili (más néven Kunnanbeili) és Birrangulu, Ez utóbbit gyakran az emuval azonosítják, és termékenységi szellemnek is tartják, aki – amennyiben megfelelően kérik – árvizet bocsát a földre. Baiamétól egy Daramulum nevű fia született, bár más történetekben Daramulum Baiame testvéreként jelenik meg.
Baiame nevét tilos volt nyilvánosan említeni vagy beszélni róla. A nők nem láthattak a Baiaméról készült rajzokat, és nem közelíthették meg a Baiaménak szentelt helyeket, amelyek gyakran a férfiak számára beavatási helyként szolgáltak.
A sziklarajzokon Baiamét gyakorta emberi alakként ábrázolták, nagy fejdísszel vagy hajviselettel, a közelébe pedig jellemzően lábnyomokat festettek. Ábrázolása minden esetben szemből történik, ellentétben Daramulummal, akit a rajzok profilból mutatnak. A Baiame-ábrázolásokra gyakran jellemzők a belső díszítőelemek, például derekat övező sáv, a testen végigfutó függőleges vonalak, sávok és pontok.

## Fordítás
Ez a szócikk részben vagy egészben  a   Baiame című angol Wikipédia-szócikk ezen változatának fordításán alapul.  Az eredeti cikk szerkesztőit annak laptörténete sorolja fel. Ez a jelzés csupán a megfogalmazás eredetét és a szerzői jogokat jelzi, nem szolgál a cikkben szereplő információk forrásmegjelöléseként.